# Katastralgemeinde Zweinitz

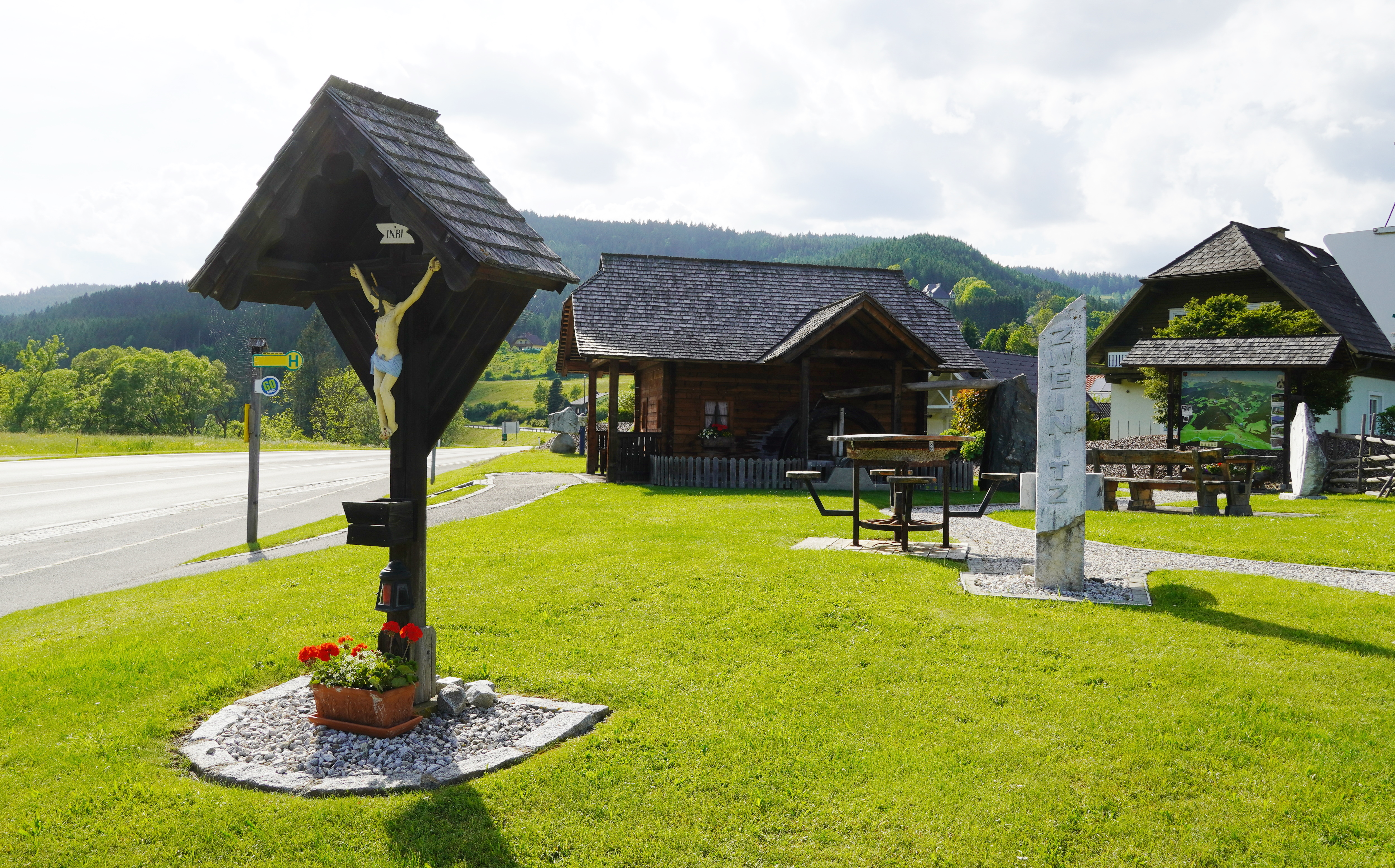
Abzweigung an der B93 Gurktaler Straße nach Zweinitz

Die Katastralgemeinde Zweinitz ist eine der sieben Katastralgemeinden der Gemeinde Weitensfeld im Gurktal im Bezirk St. Veit an der Glan in Kärnten. Sie hat eine Fläche von etwa 1084,4 ha. Am 1. Jänner 2024 lebten 284 Personen in der Katastralgemeinde.
Die Katastralgemeinde gehört zum Sprengel des Vermessungsamtes Klagenfurt.

## Lage
Die Katastralgemeinde liegt im Nordosten der Gemeinde Weitensfeld, im Westen des Bezirks Sankt Veit an der Glan, im Gurktal. Sie erstreckt sich von der Gurktal Straße am Talboden des Gurktals im Süden bis zur Wasserscheide zwischen Gurk- und Metnitztal auf dem Mödringbergzug im Norden.

## Ortschaften
Auf dem Gebiet der Katastralgemeinde Zweinitz liegen die Ortschaften Bach (Zweinitz), Dielach, Kraßnitz und Wurz sowie 
Teile der Ortschaften Zweinitz, Ading, Grabenig und Traming.
Am 1. April 2020 umfasste die Katastralgemeinde 135 Adressen.

## Vermessungsamt-Sprengel
Die Katastralgemeinde gehört seit 1. Jänner 1998 zum Sprengel des Vermessungsamtes Klagenfurt. Davor war sie Teil des Sprengels des Vermessungsamtes St. Veit an der Glan.

## Geschichte
Ende des 18. Jahrhunderts wurden die Kärntner Steuergemeinden (später: Katastralgemeinden) gebildet und Steuerbezirken zugeordnet. Die Steuergemeinde Zweinitz wurde Teil des Steuerbezirks Albeck.
Im Zuge der Reformen nach der Revolution 1848/49 wurden in Kärnten die Steuerbezirke aufgelöst und Ortsgemeinden gebildet, die jeweils das Gebiet einer oder mehrerer Steuergemeinden umfassten. Aus den Katastralgemeinden Zweinitz, Thurnhof und Gurk wurde die Gemeinde Gurk errichtet.
Die Größe der Katastralgemeinde Zweinitz wurde im Jahr 1854 mit 1885 Österreichischen Joch und 120 Klaftern (ca. 1085 ha) angegeben; damals lebten 350 Personen auf dem Gebiet der Katastralgemeinde.
1871 wurde die Katastralgemeinde Zweinitz samt der Katastralgemeinde Thurnhof von der Gemeinde Gurk an die Gemeinde Weitensfeld abgetreten. 
Bei der Kärntner Gemeindestrukturreform von 1973 kam die Katastralgemeinde Zweinitz an die damals neu errichtete Gemeinde Weitensfeld-Flattnitz, bei deren Auflösung 1991 wieder zur Gemeinde Weitensfeld im Gurktal.
Die Katastralgemeinde Zweinitz gehörte ab 1850 zum politischen Bezirk Sankt Veit an der Glan und zum Gerichtsbezirk Gurk. 1854 bis 1868 gehörte sie zum Gemischten Bezirk Gurk. Seit der Reform 1868 ist sie wieder Teil des politischen Bezirks Sankt Veit an der Glan, zunächst als Teil des Gerichtsbezirks Gurk, seit 1978 als Teil des Gerichtsbezirks St. Veit an der Glan.